# Eleocharis moraosejoana
Eleocharis moraosejoana är en halvgräsart som beskrevs av S.González, C.Ulloa och Paul M. Peterson. Eleocharis moraosejoana ingår i släktet småsäv, och familjen halvgräs. Inga underarter finns listade i Catalogue of Life.